# Andrea Costa Imola
Andrea Costa Imola Basket ist ein italienischer Basketballverein aus Imola. Der 1967 gegründete Verein ist nach dem aus Imola stammenden Politiker Andrea Costa benannt; die professionelle Herrenmannschaft firmiert jedoch in der Regel unter eigenen Sponsorennamen. In der Saison 2012/13 spielte man unter dem Namen Aget Nature Imola in der zweithöchsten italienischen Spielklasse LegADue.

## Geschichte
1986 stieg die Herrenmannschaft in die vierthöchste Spielklasse Serie B2 auf und erreichte dort auf Anhieb die Meisterschaft und den Aufstieg in die Serie B1. Nach acht Spielzeiten erreichte man dort 1995 den Aufstieg in die damals zweithöchste Spielklasse Serie A2. Nachdem die Halle PalaRuggi keine Zulassung für die zweithöchste Spielklasse erhalten hatte, spielte man zwischenzeitlich in einer Zeltkonstruktion auf dem Gelände des Autodromo Enzo e Dino Ferrari. Erst 2012 konnte nach Anpassung der Zulassungskriterien der Verein wieder für Heimspiele in die heimische Halle PalaRuggi zurückkehren. Nach der Verpflichtung von Trainer Francesco Vitucci 1996 wurde von Präsident Gianpero Domenicali ein Plan für den mittelfristigen Aufstieg in die höchste Spielklasse verkündet. Dieser gelang dann bereits nach der Saison 1997/98, als man sich in den Play-offs der Serie A2 einen der beiden Aufstiegsplätze in der Finalserie gegen den Hauptrundenersten Basket Livorno sichern konnte.
Nach dem Aufstieg in die Lega Basket Serie A musste Andrea Costa Imola erneut den Heimspielort wechseln und trug seine Heimspiele fortan in der PalaCattani im benachbarten Faenza aus. In der ersten Erstligaspielzeit 1998/99 erreichte man nach der Hauptrunde einen neunten Platz und zog über eine Qualifikationsrunde in die Play-off-Viertelfinalserie um die italienische Meisterschaft ein, in der man gegen den Hauptrundenersten und regionalen Rivalen Teamsystem Bologna unterlag. In der folgenden Saison bestätigte man die Hauptrundenplatzierung des Vorjahres, schied aber diesmal bereits in der Qualifikationsrunde der Play-offs aus. In der Saison 2000/01 trennte die Mannschaft aus Imola jedoch nur der bessere direkte Vergleich vom letzten Tabellenplatz nach der Hauptrunde. Als Tabellenvorletzter profitierte man dann vom Lizenzentzug für den Ligakonkurrenten RB Montecatini Terme und konnte so noch einmal den Klassenerhalt erreichen. Trainer Vitucci wechselte zum Ligakonkurrenten Benetton Treviso und in der Saison 2001/02 war dann der Abstieg aus der höchsten Spielklasse als Tabellenletzter nicht mehr zu vermeiden. Dies markierte zudem das Ende der seit 1990 andauernden Präsidentschaft von Gianpero Domenicali.
Nach dem Abstieg aus der Serie A 2002 spielte man anschließend in der LegADue, die 2001 die Serie A2 als zweithöchste Spielklasse abgelöst hatte und sich über einen gleichnamigen Ligaverband selbst organisierte. Nachdem man in der Saison 2002/03 als Absteiger noch knapp den Einzug in die Play-offs um den Aufstieg erreicht hatte, fand man sich in den folgenden Spielzeiten bis auf die Saison 2005/06 durchweg auf den unteren Tabellenplätzen am Saisonende wieder. 2004, 2007 und 2009 erreichte man als Tabellenvorletzter den Klassenerhalt nur durch Lizenzentzüge anderer Mannschaften. Nachdem man in den Spielzeiten 2009/10 und 2010/11 den Einzug in die Aufstiegs-Play-offs vergleichsweise knapp verpasst hatte, wurde man in der Saison 2011/12 erneut Tabellenvorletzter, was aber in der um eine Mannschaft verringerten Liga kein Abstiegsplatz war. Zwar spielte man in der Saison 2012/13 erneut nur mit 15 Mannschaften, aber als Tabellenletzter belegte man diesmal den sportlichen Abstiegsplatz.

## Bekannte Spieler
| - Bill Jones 1995–1998 - Steve Burtt sr. 1997/98 - Chris Jent 1998/99 - Vincenzo Esposito 1998–2001, 2002/03, 2004/05 - Maurizio Ragazzi 1999/2000 - Ian Lockhart 1999/2000 - Brian Evans 1999/2000 - Marc M’Bahia 2000/01 | - Toby Bailey 2001/02 - Shawn Respert 2001/02 - Michael Hicks 2002/03, 2005/06 - Bingo Merriex 2004/05 - / Chris Heinrich 2005/06 - Bjorn Aubre McKie 2005/06 - Donte Mathis 2006/07 - Pietro Aradori 2006/07 | - Nicolai Iversen 2008/09 - Isaiah Swann 2008/09 - Robert Vaden 2009/10 - Trent Whiting 2009–2012 - / Ndudi Ebi 2010/11 - Martin Ringström 2010/11 - Tuukka Kotti 2011/12 |